# Dassault Falcon 50
De Dassault Falcon 50 is een middelgroot privéjet van de Franse
vliegtuigproducent Dassault Falcon Jet. Met drie straalmotoren was het toestel bij zijn eerste vlucht een unicum in de wereld van de privéjets.

## Geschiedenis
De Dassault Falcon 50 werd ontwikkeld voor transcontintentale- en trans-Atlantische vluchten. Hij is gebaseerd op de eerdere Dassault Mystère 20 en Falcon 200. Er werd een derde motor op de Falcon 20 gezet, maar dit bleek niet stabiel genoeg. Daarom werd de romp langer gemaakt. Een prototype van het nieuwe vliegtuig maakte een eerste vlucht in november 1976. Op 13 juni 1978 volgde het eerste preproductietoestel.
In juli 1979 werden de eerste exemplaren geleverd. In 1995 werd de verbeterde Falcon 50Ex aangekondigd. EX staat voor EXtended range of vergroot bereik. Daarnaast kreeg de 50EX ook zuinigere Honeywell TFE731-40-motoren en een nieuwe cockpit (Collins Proline 4). Op 10 april 1996 maakte de 50EX een eerste vlucht. In januari 1997 werd het eerste exemplaar afgeleverd.
Voor de Franse marine werd de Falcon 50 Surmar gebouwd als patrouillevliegtuig. Het laatste toestel van dit type werd afgeleverd in 2008.

## Varianten
- Falcon 50: privéjet.
- Falcon 50EX: Verbeterde versie met groter bereik.
- Falcon 50 Surmar: Patrouillevliegtuig voor de Franse marine.